# Dérbi de Viena
O Dérbi de Viena é o clássico de futebol entre as duas principais equipes da Viena: FK Austria Wien e SK Rapid Wien. O dérbi é considerado o maior da Áustria tanto pela rivalidade entre os clubes quanto por estes serem os dois maiores campeões da Bundesliga Austríaca.

## Contexto
Ambos os clubes são originários da zona de Hietzing, o 13º distrito, localizado na parte ocidental de Viena. Atualmente, o Austria joga no Estádio Franz Horr, na zona sul de Viena, em Favoriten (distrito 10), enquanto o Rapid continua jogando na zona ocidental da cidade, mas em Penzing (distrito 14), no Allianz Stadion.
Atualmente, os adeptos do Rapid e do Áustria dividem-se principalmente entre o Norte e o Oeste e o Sul, mas ambos os clubes têm torcedores em toda a cidade e em todo o país. A classe social tem sido citada como um meio tradicional de apoio, sendo o Rapid apoiado pelas classes trabalhadoras, enquanto o Áustria era a equipa dos burgueses de Viena. O Rapid foi fundado como Primeiro Clube dos Trabalhadores de Viena, ao contrário do Áustria, que foi fundado como Sociedade Desportiva Amadora de Viena e incorporou um requisito mínimo de inteligência nos seus estatutos. No entanto, as divisões de classe podem estar a voltar à tona, uma vez que o Rapid é atualmente apenas uma das duas equipas austríacas geridas pelos seus torcedores. O Austria foi propriedade de Frank Stronach até 2008 e mudou o seu nome de Austria Memphis Magna para Austria Wien.
O futebol austríaco era dominado por clubes de Viena e o Dérbi de Viena, tal como é conhecido atualmente, era disputado por muitos clubes diferentes, nomeadamente o Rapid, o First Vienna, situado no distrito 19, a norte, e o SK Admira Vienna, do distrito 21, também no norte da cidade. Os três clubes dominaram o futebol austríaco, conquistando todos os títulos entre 1927 e 1946, mas o Admira fundiu-se mais tarde com outros clubes e acabou por se mudar para Mödling, uma cidade a sul de Viena. O primeiro clube vienense, o First Vienna, entrou em declínio após os anos 50 e atualmente não joga na primeira divisão. O FK Austria tornou-se o principal rival do Rapid no início dos anos 60, quando os dois clubes começaram a dominar o futebol austríaco.
Em 2007, quatro policiais ficaram feridos durante uma briga entre torcedores. Em 2011, um jogo foi abandonado depois dos torcedores do Rapid terem invadido o gramado.

## Estatísticas

### Confrontos diretos
- Atualizado até 13 de abril de 2025

| Competições   | Jogos | Resultados | Resultados | Resultados | Gols marcados | Gols marcados |
| Competições   | Jogos | Austria    | Empate     | Rapid      | Austria       | Rapid         |
| ------------- | ----- | ---------- | ---------- | ---------- | ------------- | ------------- |
| Liga          | 312   | 105        | 80         | 127        | 451           | 551           |
| Copa          | 32    | 18         | 3          | 11         | 76            | 65            |
| Supercopa     | 1     | 0          | 0          | 1          | 1             | 3             |
| Total oficial | 345   | 123        | 83         | 139        | 528           | 619           |

### Decisões de títulos
| Temporada | Competição           | Vencedor | Resultado(s) | Resultado(s) |
| 1919–20   | Copa da Áustria      | Rapid    | 5–2          | 5–2          |
| 1926–27   | Copa da Áustria      | Rapid    | 3–0          | 3–0          |
| 1959–60   | Copa da Áustria      | Austria  | 4–2          | 4–2          |
| 1970–71   | Copa da Áustria      | Austria  | 2–1 (pro)    | 2–1 (pro)    |
| 1983–84   | Copa da Áustria      | Rapid    | 1–3          | 2–0          |
| 1984–85   | Copa da Áustria      | Rapid    | 3–3 (6–5 p)  | 3–3 (6–5 p)  |
| 1985–86   | Copa da Áustria      | Austria  | 6–4 (pro)    | 6–4 (pro)    |
| 1986      | Supercopa da Áustria | Rapid    | 3–1          | 3–1          |
| 1989–90   | Copa da Áustria      | Austria  | 3–1 (pro)    | 3–1 (pro)    |
| 2004–05   | Copa da Áustria      | Austria  | 3–1          | 3–1          |

- Finais vencidas: Austria Viena 5, Rapid Viena 5.

### Títulos
| Competição           | Austria Viena | Rapid Viena |
| -------------------- | ------------- | ----------- |
| Campeonato Austríaco | 24            | 32          |
| Copa da Áustria      | 27            | 14          |
| Supercopa da Áustria | 6             | 3           |
| Campeonato Alemão    | –             | 1           |
| Copa da Alemanha     | –             | 1           |
| Copa Mitropa         | 2             | 2           |
| Total                | 59            | 53          |